# Namegawa
Namegawa (滑川町, Namegawa-machi) est un bourg du district de Hiki, situé dans la préfecture de Saitama, au Japon.

## Géographie

### Démographie
Au 1er octobre 2013, la population de Namegawa s'élevait à 17 325 habitants répartis sur une superficie de 29,71 km2.